# ARM Cortex-A75
ARM Cortex-A75是一個基於ARMv8.2-A64位指令集架構設計的中央處理器以及ARM內核。由安謀控股旗下索菲亞設計中心的索菲亞團隊設計。ARM Cortex-A73擁有三條超純量亂序執行解碼流水線。

## 設計
ARM Cortex-A75是ARM Cortex-A73的繼任產品，在移動應用中的性能比A73提高 20%，同時保持相同的能效比。ARM表示，A75的性能預計將比A73高16%至48%。A75還增加的2WTDP ，從而提高了CPU性能。
ARM Cortex-A75內核和ARM Cortex-A55內核是首批支持DynamIQ技術的產品，令在設計多核產品時更加靈活和增加擴展性。

## 對外授權
ARM Cortex-A75可作為半導體IP核授權給被許可方（例如高通和聯發科），其設計使其適合與其他IP內核（例如 GPU、數位訊號處理器（DSP）、顯示控制器）集成到一個片上系統（SoC）中。
ARM還與高通合作開發了ARM Cortex-A75的半定製版本，用於Kryo385CPU。這種半定制內核也被用於一些高通的中端SoC，如 Kryo360 Gold。